# Севастьянов, Алексей Тихонович

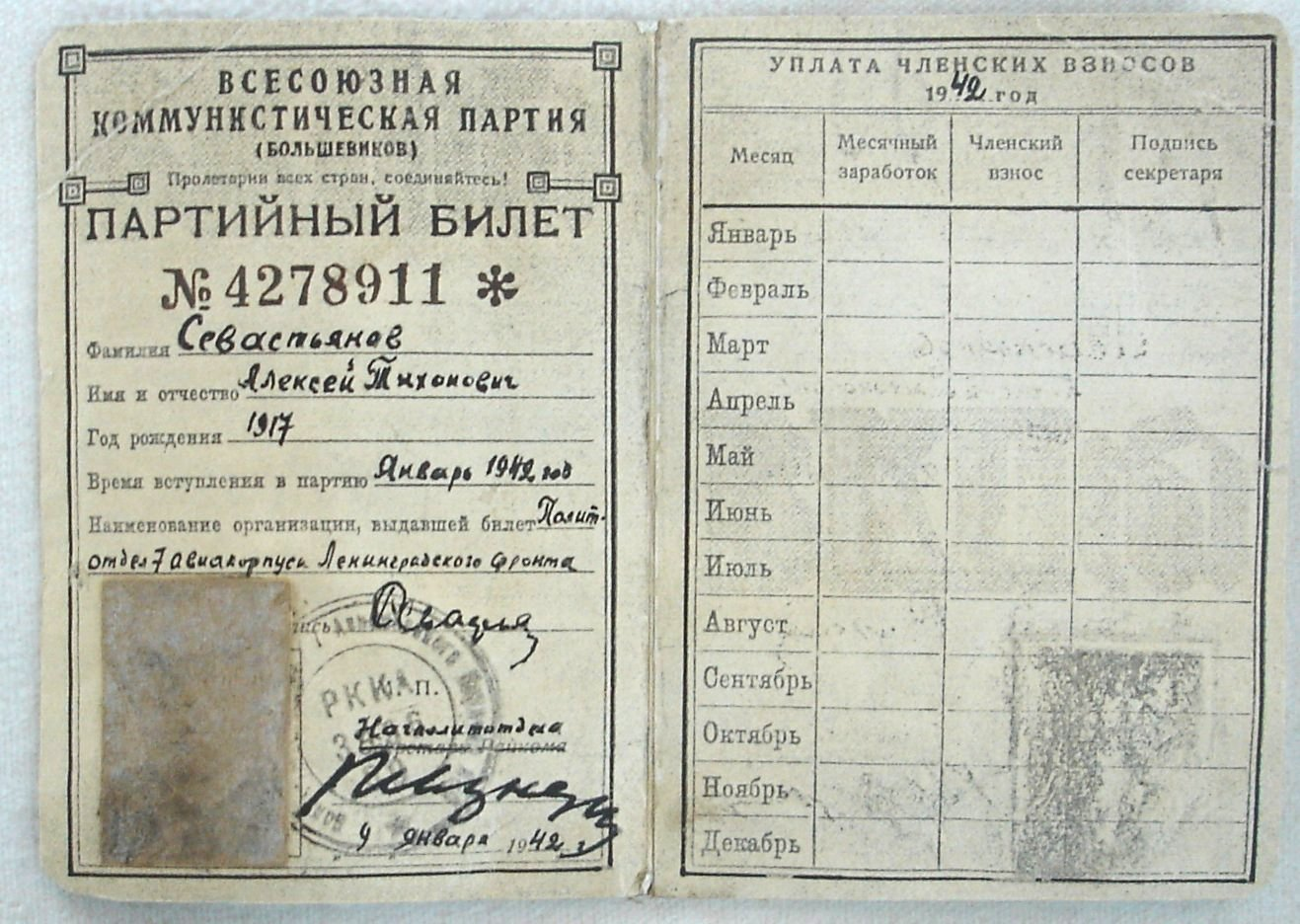
Партийный билет Алексея Севастьянова

Алексей Тихонович Севастьянов (16 февраля 1917 — 23 апреля 1942) — советский лётчик-истребитель. Герой Советского Союза.

## Биография
Родился в 1917 году в деревне Холм Российской империи (ныне Лихославльский район Тверской области).
Отец Алексея, Тихон Севастьянов, служил кавалеристом ещё в Первую мировую войну. Мать, Мария Ниловна, вырастила 6 сыновей. Пограничник Василий погиб, защищая Родину в Западной Белоруссии. Михаил — артиллерист, пал в бою под Ржевом, а Алексей — под Ленинградом. Сергей, бывший разведчик, стал инвалидом войны. Три ранения и контузию получил на войне Николай. И лишь младшего Виктора не опалил фронт.
Учился в Лихославльской железнодорожной школе-семилетке, позже — в Калининском вагоностроительном техникуме.

### Военная служба
В 1936 году был призван в Красную Армию и зачислен в Качинское авиационное училище.
На фронтах Великой Отечественной войны с 22 июня 1941 года. Участник обороны Ленинграда.
26 сентября над Шлиссельбургом он в паре с Моховым сбил самолёт «Юнкерс-88».
В ночь на 28 сентября Севастьянов на своём И-153 уничтожил вражеский аэростат, с которого немцы вели корректировку артиллерийского обстрела Невского проспекта.
5 ноября 1941 года младший лейтенант Севастьянов совершил первый ночной таран вражеского бомбардировщика над Ленинградом. Обломки немецкого самолёта «Хейнкель-111» упали в Таврический сад. Спасшийся на парашюте пилот бомбардировщика задержан ленинградцами на улице Маяковского, а советский истребитель «Чайка» упал на Басковом переулке. После столкновения в воздухе Севастьянов остался жив.
За этот подвиг был представлен к награждению званием Героя Советского Союза. Указом Президиума Верховного Совета СССР «О присвоении звания Героя Советского Союза начальствующему составу Военно-воздушных сил Красной Армии» от 6 июня 1942 года за «образцовое выполнение боевых заданий командования на фронте борьбы с немецкими захватчиками и проявленные при этом отвагу и геройство» с вручением ордена Ленина и медали «Золотая Звезда». 
9 января 1942 года был принят в ВКП(б).
Ночью 13 марта 1942 года он трижды поднимался в воздух на штурмовку укреплённых пунктов врага в районе Шлиссельбурга.
Приказом войскам Ленинградского фронта № 648/н от 30 марта 1942 года старший лейтенант Севастьянов, командир эскадрильи 26-го истребительного авиаполка, награждён орденом Ленина. На момент представления к ордену Ленина, он произвёл 75 вылетов днём и 25 вылетов ночью, провёл 32 воздушных боя и 7 штурмовок живой силы противника. Сбил 2 самолёта противника в группе и 1 лично.
16 апреля Алексей доставил командованию ценные разведывательные данные о базировании авиации противника.
Алексей Тихонович Севастьянов погиб около посёлка Рахья Всеволжского района Ленинградской области 23 апреля 1942 года во время выполнения задания по защите Дороги жизни. В тот день большая группа Ме-109 нависла над аэродромом. С нею отважно вступили в бой две «Чайки». Севастьянов и лётчик Николай Щербина поднялись им на выручку. Они находились в самом невыгодном положении: «Мессеры» ожидали их взлёта. Сразу же завязался неравный бой. Враги напали на Щербину. Пренебрегая смертельной опасностью, Алексей попытался его прикрыть. Один из «Мессеров» зашёл сзади и расстрелял МиГ-3 Севастьянова. Машина загорелась. Она быстро теряла и без того малую высоту. Смертельно ранен был и лётчик. Алексей не смог ни сдержать падения машины, ни выпрыгнуть с парашютом.
Комиссар М. Т. Ермолаев от имени всего личного состава писал в деревню Холм матери Алексея:
«Мария Ниловна, как комиссар части, где служил ваш сын, я считаю своим долгом сообщить вам, что ваш сын геройски погиб при исполнении служебных обязанностей.
Лёша был для нас самым лучшим боевым другом. Он, как герой, дрался с воздушными пиратами и всегда выходил победителем. Его горячо любили трудящиеся города Ленина, и нередко можно было увидеть его портрет на предприятиях. Не раз он рисковал жизнью ради спасения ленинградцев и счастья своего народа».
15 июня 1971 года в торфяном болоте, на глубине полутора метров был обнаружен самолёт Севастьянова. Сохранились останки лётчика, орден Ленина, удостоверение личности, его записная книжка, компас, часы, пистолет, ракетница.
21 июня 1971 года жители Ленинграда участвовали в захоронении праха прославленного лётчика. Сотни тысяч ленинградцев вышли отдать долг памяти одному из тех, кто пожертвовал жизнью, чтобы отстоять город на Неве. Почти через весь город по самым оживлённым проспектам — Суворовскому, Невскому, Майорова, Измайловскому, Московскому, Гагарина — проехал в сопровождении почётного караула бронетранспортер с орудийным лафетом, на котором был установлен гроб с останками героя. Похоронен на Чесменском кладбище в Санкт-Петербурге (справа от входа, ряд 7, место 13).

## Память
- Навечно зачислен в списки воинской части[3].
- В его честь был назван посёлок Севастьяново, расположенный на Карельском перешейке[4], улица Севастьянова в Санкт-Петербурге, улица Севастьянова в Колпино, улица в Лихославле, переулок в посёлке Рахья и Дом культуры в селе Первитино Тверской области.
- На здании первитинской восьмилетней школы и на здании средней школы № 7 в Лихославле, где учился Севастьянов, установлены мемориальные доски. У места гибели в посёлке Рахья установлена мемориальная доска[3].
- Подвигу лётчика посвящён документальный фильм «Герои не умирают»[3].
- В Русском музее Санкт-Петербурга хранится небольшой портрет лётчика, написанный художником-блокадником Яр-Кравченко. Рослый, плечистый парень с волевым крупным лицом, в гимнастёрке поверх лётного свитера, сидит на табурете, не зная, куда девать привыкшие к делу большие руки. «Когда я впервые увидел Севастьянова, — вспоминал художник, — он мне удивительно напомнил молодого Горького. Такой же высокий, слегка сутулый. Меня сразу потянуло к нему. Я хотел зарисовать его, но этот парень, от которого так и веяло буйной русской силушкой, был застенчив, как ребёнок».
- Мемориальная доска установлена в городе Санкт-Петербург на улице Севастьянова, дом 18.